# Epistole (Aristotele)
Le Epistole di Aristotele erano diverse lettere a destinatari con cui il filosofo ebbe stretti rapporti durante la sua vita.

## Struttura
Le lettere aristoteliche furono raccolte postume da un certo Artemone (probabilmente non oltre il II secolo a.C.), talvolta identificato con Artemone di Cassandrea o di Pergamo, che pubblicò le lettere con note sull'arte epistolare.
Dalle citazioni degli antichi apprendiamo che esistevano circa venti epistole dello Stagiritaː a Filippo, quattro lettere ad Alessandro, nove ad Antipatro, mentre di altre abbiamo solo i titoli: A Mentore, Ad Aristone, Ad Olimpia, Ad Efestione, A Temistagora, A Filosseno, A Democrito.
In esse, il filosofo sfoggiava uno stile molto più elaborato di quello usato nelle lezioni del Peripato, prediligendo cola simmetrici e una notevole brevità, come nel celebre consiglio in una lettera ad Alessandro: «Con i greci, comportati da comandante; con i barbari, da despota», tanto che Aulo Gellio cita dalla raccolta di lettere ad Alessandro uno scambio epistolare sulla pubblicazione di alcuni testi delle lezioni:
Mi hai scritto sulle opere acroamatiche ritenendo che si debbano mantenere segrete. Ebbene, considerale pubblicate e non pubblicateː sono comprensibili, in effetti, solo da parte di coloro che mi hanno ascoltato. 

Stammi bene»
L'autore latino parla di brevitas elegantissima, giustificando, così, l'ipotesi che le lettere fossero state composte per essere pubblicate, vista la loro costruzione retoricamente elaborata, in linea con quanto sappiamo del flumen aureum orationis dello stile pubblico aristotelico.